# 張家豪
張家豪（1985年1月11日—），筆名東默農，台灣屏東縣客家人，中華民國政治人物、編劇、講師，現任台灣動物保護黨副主席。

## 生平
出生於屏東縣。國立台灣大學心理學系畢業。在讀大學時透過話劇社接觸到戲劇。後從事編劇工作，成立東默農編劇有限公司，除開設線上教學課程外，還撰有編劇書《週末熱炒店的編劇課》。《週末熱炒店的編劇課》曾獲得來自中國大陸公司影視改編的邀約，但張家豪因不滿對方開出的合約條件而拒絕。
2016年，與妻子華珮君成立台灣動物保護黨。後擔任該黨副主席。
2022年代表動保黨參選台北市市長，為當期選舉動保黨政見白皮書的主要撰稿人，擬定了「十六大友善政策」共上百條政見，盼能將台北市打造成一座「對所有生命都友善的城市」。在登記參選時表示如成功當選台北市市長，將聘請其他三位主要參選人黃珊珊、蔣萬安和陳時中為第一副市長、第二副市長及第三副市長。最終以2,367的得票數、0.17%的得票率落選。

## 家庭
妻子華珮君，台灣動物保護黨前秘書長和現任主席。2022年，夫妻兩人以各自名字中的「豪」和「華」組成「豪華夫妻檔」，在社群媒體上宣傳政見。

## 外部連結
- 張家豪的Facebook專頁
- 東默農編劇實戰教室官網
- YouTube上的東默農編劇頻道